# Heini Stocker
Heinrich „Heini“ Stocker (* 26. August 1973) ist ein ehemaliger liechtensteinischer Fussballspieler.

## Karriere

### Verein
Stocker spielte in seiner gesamten Laufbahn für den FC Balzers, bis 1992 in den Jugendauswahlen des Vereins und danach bis zu seinem Karriereende 2006 in der ersten Mannschaft.

### Nationalmannschaft
Er gab sein Länderspieldebüt in der liechtensteinischen Fussballnationalmannschaft am 26. Oktober 1993 beim 0:2 gegen Estland im Rahmen eines Freundschaftsspiels. Bis 1996 war er insgesamt sieben Mal für sein Heimatland im Einsatz.